# Cyrtinus humilis
Cyrtinus humilis är en skalbaggsart som beskrevs av Fernando de Zayas 1975. Cyrtinus humilis ingår i släktet Cyrtinus och familjen långhorningar.
Artens utbredningsområde är Kuba. Inga underarter finns listade i Catalogue of Life.